# 유세프 샤힌
유세프 샤힌(아랍어: يوسف شاهين, 1926년 1월 25일 ~ 2008년 7월 27일)은 이집트의 영화 감독이다. 1950년부터 활동을 시작하였으며 1997년 칸 영화제에서 평생공로상을 수상하였다.

## 작품
- 《돌아온 탕아》 (1978)
- 《알렉산드리아, 왜?》 (1979)
- 《이주자》 (1994)
- 《운명》 (1997)
- 《타인》 (1999)
- 《조용... 촬영 중》 (2001)
- 《알렉산드리아... 뉴욕》 (2004)